# Miguel Luís
Miguel Luís est un footballeur portugais né le 27 février 1999 à Coimbra. Il évolue au poste de milieu de terrain au Raków Częstochowa.

## Biographie

### En sélection
Avec les moins de 17 ans, il participe au championnat d'Europe des moins de 17 ans en 2016. Lors de cette compétition, il marque deux buts, contre l'Azerbaïdjan en phase de groupe, puis contre l'Autriche en quart de finale. Il délivre également deux passes décisives contre l'Azerbaïdjan. Le Portugal remporte le tournoi en battant l'Espagne en finale après une séance de tirs au but.
Avec les moins de 19 ans, il participe à deux reprises au championnat d'Europe des moins de 19 ans, en 2017 puis en 2018. En 2017, le Portugal s'incline finale face à l'Angleterre. Bien que titulaire à deux reprises, Miguel Luís ne s'illustre pas particulièrement lors de cette compétition, avec aucune but et aucune passe décisive. En revanche, en 2018, Miguel Luís se met en valeur en inscrivant deux buts en phase de groupe, contre la Norvège et l'Italie. Il délivre également une passe décisive en demi-finale contre l'Ukraine. Il est toutefois privé de finale à la suite d'une blessure musculaire. Le Portugal remporte le tournoi en battant les joueurs italiens en finale après prolongation.
Avec les moins de 20 ans, il dispute la Coupe du monde des moins de 20 ans en 2017. Lors du mondial junior organisé en Corée du Sud, il joue trois matchs, contre le Costa Rica et l'Iran en phase de groupe, et enfin contre le pays organisateur en huitièmes de finale. Le Portugal s'incline en quart de finale face à l'Uruguay, avec Miguel Luís sur le banc.

## Palmarès
- Vainqueur du championnat d'Europe des moins de 17 ans en 2016 avec l'équipe du Portugal des moins de 17 ans
- Vainqueur du championnat d'Europe des moins de 19 ans en 2018 avec l'équipe du Portugal des moins de 19 ans
- Finaliste du championnat d'Europe des moins de 19 ans en 2017 avec l'équipe du Portugal des moins de 19 ans